# Lina Beckmann
Lina Beckmann (* 21. April 1981 in Hagen) ist eine deutsche Schauspielerin, die vornehmlich auf Theaterbühnen spielt, aber auch in Film- und TV-Produktionen zu sehen ist. 2011, 2022 und 2024 wurde sie von einer Jury der Fachzeitschrift Theater heute zur Schauspielerin des Jahres gewählt. Lina Beckmann ist Mitglied der Freien Akademie der Künste in Hamburg.

## Leben
Lina Beckmann wuchs im Ruhrgebiet auf. Drei ihrer vier Geschwister schlugen ebenfalls die Schauspiellaufbahn ein und zusammen haben Lina, Maya, Nils und Till Beckmann bereits einige dramaturgische Projekte umgesetzt. Die Schulzeit konnte Beckmann aber nur wenig mitgeben. Zumindest erlebte sie dort ihren ersten Auftritt: als Ariel aus Shakespears „Sturm“ entdeckte sie mit vierzehn Jahren ihre Leidenschaft für das Theater.
Ein Jahr vor dem Abschluss des Abiturs verließ Beckmann die Waldorfschule und absolvierte ihre Ausbildung von 2001 bis 2004 am Studiengang Schauspiel Bochum der Folkwang-Hochschule Essen (ehemalige Schauspielschule Bochum). Währenddessen nahm sie bereits Gastengagements am Schauspielhaus Bochum und am freien Prinzregenttheater wahr. Nach einem weiteren Gastauftritt an den Wuppertaler Bühnen wechselte sie 2005 an das Schauspielhaus Zürich, wo sie unter anderem mit den Regisseuren David Bösch, Alvis Hermanis und Wilfried Minks zusammenarbeitete. Im selben Jahr erhielt sie den Solopreis des Bundeswettbewerbs zur Förderung des Schauspielnachwuchses.
Von 2007 bis 2013 war Lina Beckmann festes Ensemblemitglied des Schauspiels Köln; seit 2013 ist sie am Deutschen Schauspielhaus in Hamburg engagiert. Mit mehreren Produktionen des Schauspiels Köln wurde sie zum Berliner Theatertreffen eingeladen, so 2010 mit einer Inszenierung von Ödön von Horváths Volksstück Kasimir und Karoline (Rolle: Erna) und mit einer Bühnenversion des Scola-Films Die Schmutzigen, die Häßlichen und die Gemeinen. In der Rolle der guten Werke im Jedermann debütierte sie 2011 bei den Salzburger Festspielen. 2017 war sie in einer Inszenierung von Karin Henkel (Rose Bernd von Gerhart Hauptmann) erneut bei den Festspielen zu sehen. 2023 spielte sie in der Art einer 'one-woman-show' unter der Regie von Karin  Beier das Stück Laios von Roland Schimmelpfennig. 
Lina Beckmann hat seit 2008 auch in diversen Kinoproduktionen mitgewirkt. Im Spielfilm Die Besucherin der Regisseurin Lola Randl, in der deutsch-französischen Koproduktion Unter Bauern – Retter in der Nacht und in der Romanverfilmung Resturlaub von Gregor Schnitzler verkörperte sie jeweils Nebenrollen. In den Jahren 2010, 2011, 2012 und 2018 war sie in Tatort-Episoden zu sehen. Im April 2022 gab sie ihr Debüt in Polizeiruf 110: Seine Familie kann man sich nicht aussuchen als Kommissarin Melly Böwe. Sie löste damit den bisherigen Hauptkommissar Sascha Bukow ab, der von ihrem Mann Charly Hübner verkörpert worden war.
Die Jurorin Eva Mattes sagt anlässlich des Alfred-Kerr-Preises treffend: „Sie spricht mit dem Publikum als wäre sie die Kassiererin in dem Laden um die Ecke und gleichzeitig springt sie einen an mit ihrer Strahlkraft und Intnensität.“

## Privates
Lina Beckmann lebt gemeinsam mit ihrem Sohn aus einer früheren Beziehung und ihrem Ehemann Charly Hübner in Hamburg. Kennengelernt haben Hübner und sie sich am Proben-Set von Tschechows „Kirschgarten“ 2010. Seitdem standen sie schon öfter als Duo auf der Bühne oder vor der Kamera, zum Beispiel in der Komödie Fühlen Sie sich manchmal ausgebrannt und leer? von 2017.

## Filmografie (Auswahl)
- 2008: Die Besucherin
- 2010: Tatort: Schmale Schultern (Fernsehreihe)
- 2011: Resturlaub
- 2011: Über uns das All
- 2011: Tatort: Das Dorf
- 2012: Der Fall Jakob von Metzler
- 2012: Tatort: Das Wunder von Wolbeck
- 2012: Die Libelle und das Nashorn
- 2015: Vorsicht vor Leuten
- 2016: Junges Licht
- 2017: Fühlen Sie sich manchmal ausgebrannt und leer?
- 2018: Tatort: Unter Kriegern
- 2018: Der Tatortreiniger (Folge Currywurst)
- 2019: Tödliches Comeback (Fernsehfilm)
- 2020: Altes Land (Fernsehfilm)
- 2021: Polizeiruf 110: Sabine
- 2022: Polizeiruf 110: Seine Familie kann man sich nicht aussuchen
- 2022: Polizeiruf 110: Daniel A.
- 2023: Wann wird es endlich wieder so, wie es nie war
- 2023: Sophia, der Tod und ich
- 2023: Sörensen fängt Feuer
- 2023: Polizeiruf 110: Nur Gespenster
- 2024: Polizeiruf 110: Diebe
- 2024: Alles gelogen
- 2025: Polizeiruf 110: Böse geboren
- 2025: Polizeiruf 110: Tu es!

## Theater
- 2014: Anton Tschechow: Onkel Wanja – Regie: Karin Beier (Deutsches Schauspielhaus Hamburg)
- 2014: Gerhart Hauptmann: Die Ratten – Regie: Karin Henkel (Deutsches Schauspielhaus Hamburg)
- 2015: Alan Ayckbourn: Ab jetzt – Regie: Karin Beier (Deutsches Schauspielhaus Hamburg)
- 2018: Werner Schwab: Die Präsidentinnen – Regie: Viktor Bodó (Deutsches Schauspielhaus Hamburg)
- 2020: Franz Kafka: Das Schloss – Regie: Viktor Bodó (Deutsches Schauspielhaus Hamburg)
- 2021: William Shakespeare: Richard the Kid & the King – Regie: Karin Henkel (Deutsches Schauspielhaus
Hamburg)
- 2023: Roland Schimmelpfennig/Euripides: Anthropolis. Eine Serie in fünf Folgen, Teil I: Prolog/Dionysos – Regie: Karin  Beier (Deutsches Schauspielhaus Hamburg)
- 2023: Roland Schimmelpfennig: Anthropolis. Eine Serie in fünf Folgen, Teil II: Laios – Regie: Karin  Beier (Deutsches Schauspielhaus Hamburg)
- 2024: Felicia Zeller: Die gläserne Stadt – Regie: Viktor Bodó (Deutsches Schauspielhaus Hamburg)

## Hörspiele
- 2012: Anne Lepper: Hund wohin gehen wir (Alma) – Regie: Claudia Johanna Leist (WDR)
- 2013: Wolfgang Zander: Tod im Bosehaus (Kathi) – Regie: Christoph Pragua (WDR)
- 2013: Hannes Köhler: In Spuren (Manja) – Regie: Claudia Johanna Leist (WDR)
- 2019: Kristin Höller: Die Frauen von Nampa, Idaho (Alice) – Regie: Claudia Johanna Leist (WDR)
- 2022: Liza Szabo, Die Spielkinder: Marie Ka Ih – Schluss mit Gurkensalat (Marie Ka Ih) – Regie: Claudia Johanna Leist (WDR)
- 2022: Jens Rachut: 40 Tage Regen (Haikal, Noahs Frau) – Regie: Jens Rachut (WDR)

## Auszeichnungen
- 2011: Alfred-Kerr-Darstellerpreis für ihre schauspielerischen Leistungen in Karin Beiers Inszenierung der Jelinek-Trilogie Das Werk / Im Bus / Ein Sturz und für ihre Darstellung der Warja in Der Kirschgarten von Anton Tschechow
- 2011: Schauspielerin des Jahres von einer Jury der Fachzeitschrift Theater heute gewählt.
- 2015: 3sat-Preis für die Darstellung der Ella in Henrik Ibsens John Gabriel Borkman im Deutschen Schauspielhaus Hamburg
- 2015: Rolf-Mares-Preis für ihre Rolle als Zoe in Ab jetzt im Deutschen Schauspielhaus Hamburg
- 2016: Ulrich-Wildgruber-Preis
- 2018: Deutscher Schauspielpreis in der Kategorie Schauspielerin in einer komödiantischen Rolle für Fühlen sie sich manchmal ausgebrannt und leer?[11]
- 2021: Auszeichnung mit dem Nestroy-Theaterpreis in der Kategorie Beste Schauspielerin für ihre Darstellung in Richard the Kid & the King[12]
- 2021: Gertrud-Eysoldt-Ring für ihre Darstellung des Richard in Richard the Kid & the King[13]
- 2022: Schauspielerin des Jahres von einer Jury der Fachzeitschrift Theater heute gewählt.[14]
- 2022: Deutscher Theaterpreis Der Faust in der Kategorie Darsteller:in Schauspiel für Richard the Kid & the King am Deutschen Schauspielhaus Hamburg in Koproduktion mit den Salzburger Festspielen 2021[15]
- 2024: Schauspielerin des Jahres[16]
- 2025: Gustaf-Gründgens-Preis[17]
- 2025: Nominierung Deutscher Schauspielpreis in der Kategorie Starker Auftritt für Die Affäre Cum-Ex - Folge 8[18]